# Batalha de Poltava

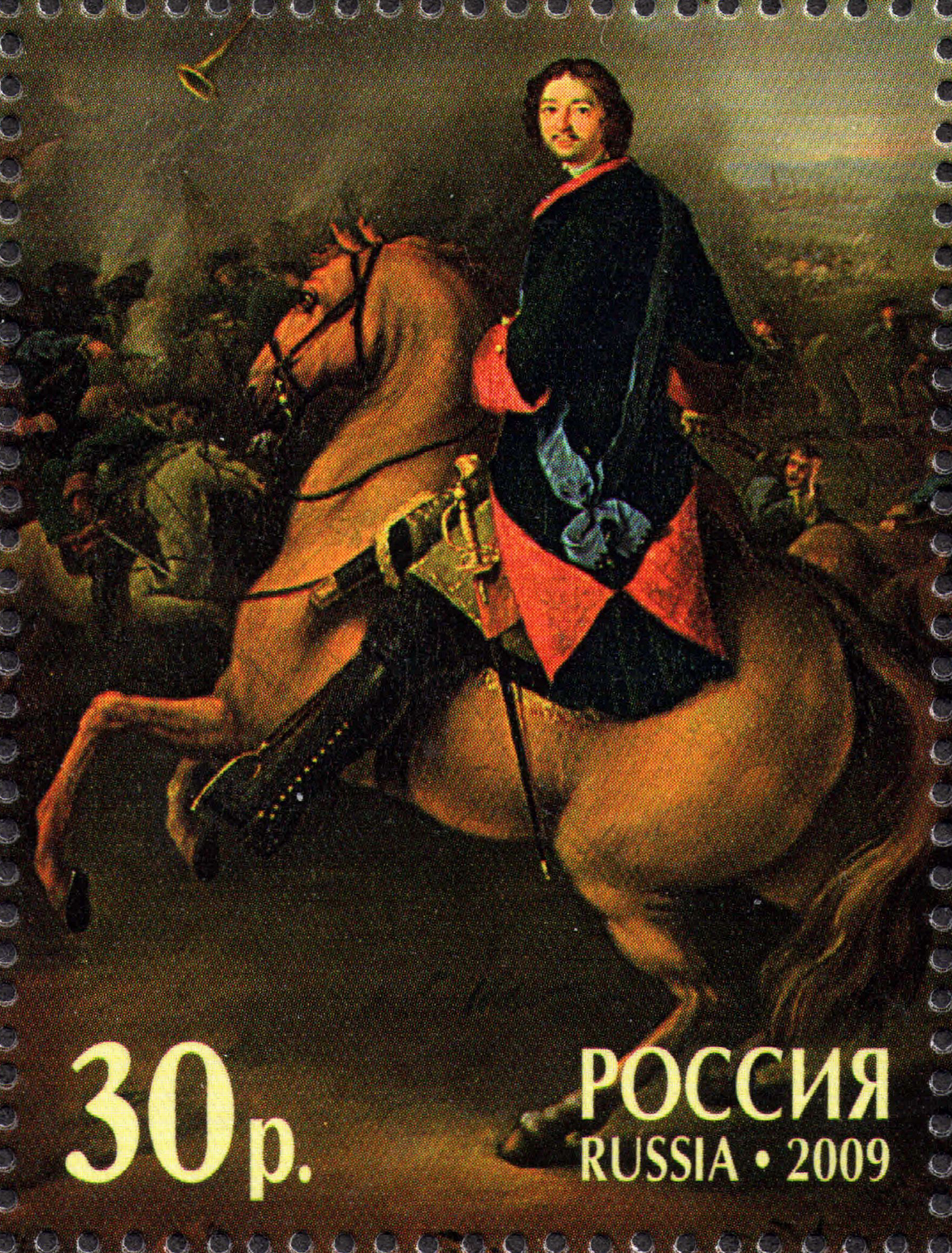
Selo russo de 2009 em comemoração aos 300 anos da batalha

A Batalha de Poltava foi um confronto durante a Grande Guerra do Norte travado no dia 9 de julho de 1709 perto da cidade de Poltava entre as forças do Czarado da Rússia lideradas pelo czar Pedro I contra o exército do Império Sueco sob o comando do marechal de campo Carlos Gustavo Rehnskiöld.
Após derrotar a Saxônia, a Dinamarca e a Polônia, aliados de Pedro, o rei Carlos XII da Suécia tentou pôr fim à guerra invadindo a Rússia em 1708. Entretanto, a política de terra queimada dos russos e o severo inverno de 1708 e 1709 resultaram na morte de grande parte do exército sueco.
Em abril de 1709, Carlos XII, com o auxílio dos cossacos de Ivan Mazepa, investiu contra rústica fortaleza de Poltava no Hetmanato Cossaco. Pedro para ali seguiu para socorrê-la. Os suecos atacaram o campo entrincheirado dos russos ao amanhecer de 9 de julho, que era defendido por 42 mil soldados. A vitória russa foi total, destruindo totalmente o exército sueco e cossaco, obrigando Carlos e Ivan Mazepa a fugir com os sobreviventes para o Império Otomano. A guerra, entretanto, se arrastaria por mais 12 anos.

## Antecedentes
Durante a fase inicial da Grande Guerra do Norte, Carlos XII liderou as forças suecas nas primeiras vitórias ao norte da Zelândia (verão de 1700) e na Batalha de Narva, em novembro de 1700, quando o exército russo sofreu uma pesada derrota ante os suecos. Porém ao invés de valer-se desta vitória e prosseguir o ataque aos russos, Carlos XII voltou suas forças contra Augusto II da Polônia, acreditando que o derrotaria rapidamente.
A campanha da Polônia, ao contrário do pretendido por Carlos XII, durou cerca de seis anos, foi longa e dispendiosa, o que permitiu aos russos o tempo necessário para recompor suas forças militares, debilitadas pela derrota em Narva.
Em 1707, após bater os Saxões e Poloneses, e conduzir ao trono polaco seu aliado Estanislau Leszczynski; Carlos XII reuniu um exército sueco de quase quarenta e quatro mil homens e ordenou o ataque final ao centro da Rússia, possivelmente almejando à tomada de Moscou.
Após avançar pela Masuria e ocupar a cidade de Grodno, os Suecos se mantiveram ao redor de Minsk. Os russos, recuaram suas forças sem oferecer batalha ao inimigo, desenvolvendo uma estratégia de “terra arrasada”, visando privar as forças suecas de suprimentos.
O mau tempo e as condições das estradas retiveram as tropas suecas no trimestre de inverno de 1708. Em julho, os suecos derrotaram as forças do marechal Boris Sheremetyev na Batalha de Holowczyn e avançaram para o rio Dnieper.
Durante a primavera, o general Lewenhaupt sediado na Curlândia foi ordenado a reunir suprimentos e a marchar com seu exército de cerca de doze mil homens para se juntar às forças de Carlos XII, no entanto, sua partida de Mitau foi adiada até o final de junho, razão pela qual alcançou a Ucrânia apenas em 11 de outubro.
Ao invés passar o inverno na Livônia ou aguardar Lewenhaupt, Carlos XII decidiu se mover para o sul em direção à Ucrânia e juntar-se ao hetman Ivan Mazepa, que havia se rebelado contra os russos.
Lewenhaupt seguiu para o sul e foi atacado enquanto atravessava um rio perto de uma pequena aldeia que deu o nome à Batalha de Lesnaya, perdendo o trem de abastecimento e metade de sua força.
Buscando suprimentos, Carlos se deslocou para Baturin, sede de Mazepa, mas as tropas russas sob Aleksandr Menchikov haviam alcançado primeiro à cidade, antecipando-se à chegada dos suecos. O general Menchikov ordenou o implacável massacre da população, arrasando a cidade e destruindo ou saqueando armas, munições e alimentos.

## Batalha
Na primavera de 1709, as forças suecas haviam encolhido para a metade do seu tamanho original, reduzidas à cerca de vinte e quatro mil soldados e trinta e quatro canhões. Contando com poucos suprimentos, Carlos sitiou a fortaleza russa de Poltava, no rio Vorskla, em 2 de maio de 1709.
O exército de Pedro, o Grande com setenta mil homens marchou para aliviar o cerco. Após a sua chegada, construiu um campo fortificado em Vorskla, 4 Km ao norte de Poltava.
Ao observar a posição russa em 20 de junho, Carlos XII foi atingido por uma bala perdida, ferindo seu pé. Além disso, sua última esperança de reforço expirou quando as forças suecas sob Ernst Detlof von Krassow se detiveram para lidar com a Confederação Sandomierz, numa insurreição anti-sueca na Polônia.
Devido à sua ferida, Carlos XII passou o comando operacional para o Marechal Carl Gustav Rehnskiöld.
Submetidos ao sítio, os suecos atacaram as posições russas na madrugada do dia 8 de julho de 1709, tentando romper o cerco, chegaram a ocupar dois redutos de artilharia dos russos, mas o General Carl Gustaf Roos e seis batalhões (um terço da infantaria sueca) ficaram isolados tentando tomar o terceiro reduto, sendo envolvidos pela cavalaria russa num movimento coordenado dos generais Menchikov e Bauer.
Roos, premido pela falta de munição acabou por render-se.
Embora a infantaria sueca obtivesse uma vantagem inicial, acabou sendo superada pela vantagem numérica dos russos. As tentativas da cavalaria sueca de repelir os atacantes para permitir que a infantaria quebrasse o cerco falharam.
Percebendo a iminente derrota, Carlos XII ordena a retirada, sendo o movimento coberto pela cavalaria sueca do General Creutz.
O General Lewenhaupt também conseguiu escapar com parte das tropas suecas e elementos cossacos, dirigiu-se para o Dnieper, porém, perseguido pelas tropas russas rendeu-se três dias mais tarde em Perevolochna.
Os suecos de alto escalão capturados durante a batalha incluíram o Marechal Rehnskiöld e os generais Roos, Schlippenbach, Stackelberg, Hamilton, Piper e o Príncipe Maximiliano Emanuel de Württemberg-Winnental.

## Desdobramentos
Diversos oficiais e cerca de três mil soldados suecos foram feitos prisioneiros e levados a trabalhar na construção da nova capital russa, São Petersburgo. Muitos pereceram durante o período de cativeiro. Os remanescentes foram libertados ao final da guerra, após a assinatura do Tratado de Nystad (1721).
Carlos XII conseguiu cruzar o Rio Prutt, acompanhado de Mazeppa e aproximadamente mil e quinhentos homens. Refugiaram-se na cidade de Bender, na Moldávia (atual Tighina, na Romênia), que então fazia parte do Império Otomano, aliado à Suécia. Após uma estadia de cinco anos, o soberano sueco obteve um salvo-conduto em decorrência do Tratado de Adrianópolis (1713) e retornou à Suécia no início de 1714.
A Batalha de Poltava foi a maior vitória militar obtida pelo Czar Pedro I, o Grande. Embora a guerra tenha durado ainda muitos anos, considera-se que a derrota em Poltava selou o destino da Suécia, que a partir de então entrou em declínio como potência militar, ocasionando a ascensão do Império Russo, neste domínio.